# 999 (band)
999' (dannet af Nick Cash, i 1977) er et punk-band. Bandet bestod af Nick Cash (forsanger og guitar), Pablo Labritain (trommer), Guy Days (guitar) og John Watson (bas).

## Diskografi

### Studiealbums
- 999 (March 1978, United Artists) - #53 UK[1]
- Separates (September 1978, United Artists)
- The Biggest Prize in Sport (January 1980, Polydor) - #177 U.S.
- Concrete (April 1981, Albion) - #192 U.S.
- 13th Floor Madness (November 1983, Albion)
- Face to Face (March 1985, LaBritain)
- You Us It! (November 1993, Anagram)
- Takeover (March 1998, Get Back)
- Dancing in the Wrong Shoes (1999, Receiver Records) re-issue of Face to Face
- Death in Soho (2007, Overground)
- Bish! Bash! Bosh! (April 2020, Cleopatra Records)

### Opsamlingsalbums
- High Energy Plan (U.S./Canada release only: 1979, PVC / Radar / Passport) based upon Separates, it replaced various album tracks with various singles
- The Singles Album (1981, SOS)
- Identity Parade (1984, Albion Records)
- In Case of Emergency (1986, Dojo)
- The Early Stuff (The UA Years) (1992, EMI)
- The Albion Punk Years (1996, Anagram)
- Scandal in the City (1997, Line Music) re-issue of The Albion Punk Years
- Emergency (1997, Receiver)
- Slam (1999, Overground)
- The Punk Singles Collection: 1977–1980 (2001, Captain Oi)
- Outburst! Demos & Outtakes 77-79 (2003, Overground)
- The Sharpest Cuts 93-07 (2019, Gutterwail Records)

### Livealbums
- The Biggest Tour in Sport – Recorded Live (1980, Polydor)
- Lust Power and Money (Live) (1987, A.B.C.)
- Live and Loud (1989, Link)
- The Cellblock Tapes (1990, Link)
- Live in L.A.: 1991 (1994)
- Live at the Nashville 1979 (1997, Anagram)
- English Wipeout: Live (2002, Overground)
- Nasty Tales: Live (2006, Secret Records)
- Live (2021), Secret Records)

### Singler
- "I'm Alive" / "Quite Disappointing" (July 1977, LaBritain) re-released on United Artists in 1979
- "Nasty Nasty" / "No Pity" (October 1977, United Artists) also released as a 78 rpm promo disc
- "Emergency" / "My Street Stinks" (January 1978, United Artists) - #75
- "Me and My Desire" / "Crazy" (April 1978, United Artists)
- "Feelin' Alright with the Crew" / "Titantic (My Over) Reaction" (August 1978, United Artists)
- "Waiting" / "Action" (September 1978, LaBritain) free record given away with mail-order copies of the Separates LP
- "Homicide" / "Soldier" (October 1978, United Artists) - #40 UK[1]
- "Found Out Too Late" / "Lie Lie Lie" (September 1979, Radar Records) - #69
- "Trouble" / "Make a Fool of You" (January 1980, Polydor)
- "Hollywood" / "Boiler" (April 1980, Polydor)
- "Boys in the Gang" / "Brent Cross" (Germany/Austria release only: 1980, Albion)
- "Obsessed" / "Change" / "Lie Lie Lie" (April 1981, Albion) - #71
- "Li'l Red Riding Hood" / "Waiting for Your Number to Be Called" / "I Ain't Gonna Tell Ya" (live) (June 1981, Albion) - #59
- "Indian Reservation" / "So Greedy" (remix) / "Taboo" (remix) (November 1981, Albion) - #51
- "Wild Sun" / "Scandal in the City" / "Bongos on the Nile" (June 1982, Albion) also released as a 12" single with "Don't You Know I Need You"
- "13th Floor Madness" / "Nightshift" / "Arabesque" (October 1983, Albion) also released as a 12" single
- "Arabesque" (1984)

### Opsamlings- og soundtrack-optrædener
- "Quite Disappointing" and "Crazy" on the Hope & Anchor Front Row Festival double compilation LP (March 1978, Warner Bros.) - UK No. 28[1]
- "Emergency" and "Homicide" on 20 of Another Kind (February 1979, Polydor) - UK No. 45
- Urgh! A Music War includes a live version on "Homicide" filmed and recorded at the Lyceum Ballroom in London on 17 September 1980
- "Obsessed" on Trauma (1979, Pickwick International Inc (GB) Ltd.)
- "Inside Out" featured on US version of Showtime Networks' Shameless
- A cover of "Homicide" performed by the Prairie Cartel appears on the Grand Theft Auto IV soundtrack
- "Homicide" appears on the documentary The Killing of America (1982) soundtrack
- "Homicide" appears on Too Old to Die Young, an American crime drama miniseries written by Nicolas Winding Refn and Ed Brubaker
- "Homicide" was covered by the band (error) which included members of Bad Religion, Nine Inch Nails and the Dillinger Escape Plan; there is also a remix of the track on the (error) EP